# Glischrothamnus
Glischrothamnus es un género de plantas de flores con una especie de la familia Molluginaceae.

## Especies seleccionadas
- Glischrothamnus ulei Pilg.

- Datos: Q8964246